# Dívida no cartão de crédito
A dívida de cartão de crédito é um exemplo de dívida do consumidor sem garantia, acessada através de cartões de crédito. Essa dívida se processa quando um cliente de uma empresa de cartão de crédito compra um item ou serviço através do sistema de cartões. A dívida acumula e aumenta através de juros e multas quando o consumidor não paga à empresa pelo dinheiro que gastou.

## Consequências
Os resultados de não pagar essa dívida dentro de um curto tempo são que a empresa cobrará uma multa por atraso de pagamento (geralmente nos EUA, de US$ 10 a US$ 40) e informará o pagamento atrasado para as agências de classificação de crédito. Estar atrasado em um pagamento é, às vezes, chamado de " padrão". A penalidade de pagamento atrasado aumenta o montante da dívida do consumidor.
Quando um consumidor se atrasou em um pagamento, é possível que outros credores, mesmo os credores que o consumidor não pagou em atraso, possam aumentar as taxas de juros que o consumidor está pagando. Essa prática é chamada de padrão universal.
A pesquisa mostra que as pessoas com dívidas de cartão de crédito são mais propensos a renunciar aos cuidados médicos necessários do que outros, e a probabilidade de perda de assistência médica aumenta com a magnitude da dívida do cartão de crédito.

## Estatísticas
Dívida trimestral com cartão de crédito nos Estados Unidos desde 1986 (em bilhões): 
- Terceiro trimestre de 2016: US $ 927,1
- Terceiro trimestre de 2014: US $ 833,8
- Quarto trimestre de 2012: US $ 828,8
- Quarto trimestre de 2011: US $ 834,4
- Primeiro trimestre de 2011: US $ 776,6
- Quarto trimestre de 2010: US $ 833,1
- Quarto trimestre de 2008: US $ 984,2
- Quarto trimestre de 2000: US $ 688,2
- Quarto trimestre de 1990: US $ 245,9
- Terceiro trimestre de 1986: US $ 133,5

Dívidas de cartão de crédito em outros países:
- Reino Unido (março de 2009) £ 64,7 bilhões[3]
- Austrália (2010) US $ 50 bilhões (AUD) [4]

Os declínios na dívida de cartão de crédito são muitas vezes mal interpretados porque eles não incluem informações sobre baixas. As possíveis causas de um declínio na dívida de cartão de crédito são os consumidores que pagam suas dívidas, as empresas de cartão de crédito que registram dívidas debitadas de seus livros ou uma combinação das duas. A inclusão de dívidas oneradas pode, portanto, impactar significativamente as tendências da dívida e a caracterização da saúde financeira de uma nação. Por exemplo, a redução de US$ 10,3 bilhões na dívida pendente com cartão de crédito no terceiro trimestre de 2010 em relação ao trimestre anterior pode parecer, à primeira vista, uma queda significativa no consumo. No entanto, considerando que a taxa de baixa do cartão de crédito do terceiro trimestre foi de US$ 16,9 bilhões, os consumidores realmente aumentaram sua dívida total em US$ 6,6 bilhões durante este trimestre.
Os consumidores também costumam pagar uma grande parte de suas dívidas de cartão de crédito no primeiro trimestre fiscal do ano, já que este tende a ser o momento em que as pessoas recebem bônus de férias e reembolso de impostos. No entanto, a dívida de cartão de crédito tende a aumentar ao longo do resto do ano.
A dívida do cartão de crédito é considerada mais alta nos países industrializados. O graduado médio da faculdade dos EUA começa seus dias pós-faculdade com mais de US$ 2.000 em dívidas de cartão de crédito. A mediana da dívida de cartão de crédito nos EUA é de US$ 3.000 e o número de cartões é de dois.

## Aliviar a dívida do cartão de crédito
Os titulares de contas podem solicitar uma redução na sua taxa anual (APR). Uma pesquisa realizada pelo Grupo de Pesquisa de Interesse Público dos EUA em março de 2002 constatou que, entre seus cinquenta participantes, incluindo pessoas de todas as origens de crédito, que contataram seus emissores de cartão de crédito, 56% receberam uma TAEG mais baixa. Em média, a porcentagem passou de 16% para 10,47%.
Devido ao início da Grande Recessão em dezembro de 2007, várias opções de alívio da dívida de cartão de crédito tornaram-se amplamente populares entre os consumidores residentes nos EUA com dívidas não garantidas totalizando mais de US$ 5.000.
As várias opções de alívio da dívida disponíveis nos EUA incluem:
- Liquidação da dívida
- Consolidação de débito
- Aconselhamento de crédito
- Capítulo 7 falência e bancarrota do capítulo 13

Embora cada uma dessas opções de alívio da dívida lide especificamente com dívidas de cartão de crédito, elas também são capazes de lidar com outros tipos de dívida, incluindo empréstimos pessoais, dívidas médicas, contas em cobranças e muito mais (dependendo do tipo de programa específico). Ainda assim, esses programas não foram suficientes para ajudar os americanos a saírem da dívida, resultando em um apelo do governo aos economistas para um resgate maciço da dívida.

## Preocupações com falência
Às vezes, as taxas atrasadas, as altas taxas anuais (APRs) e a inadimplência universal superam os consumidores que frequentemente não pagam suas dívidas, e o cliente declara falência. Se um cliente entrar com pedido de falência, as empresas de cartão de crédito devem perdoar toda ou grande parte da dívida, a menos que a quitação da dívida seja contestada com sucesso por um ou mais credores ou bloqueada por um juiz de falência por motivos legais, independentemente dos desafios dos credores.
Como o perdão da dívida reduz a probabilidade de lucro e a sobrevivência contínua, as empresas geralmente estão dispostas a oferecer outro acordo aos consumidores em risco de falência. Este negócio consiste em APRs reduzidas, remoção de taxas atrasadas e multas, além de reavaliar as contas para que as agências de crédito as considerem contas atrasadas.

## Aspectos políticos
Algumas empresas de cartão de crédito fizeram esforços de lobby no nível federal para endurecer a lei de falências americana, tornando mais difícil o cancelamento de dívidas de cartão de crédito.